# Janusz Kurtyka

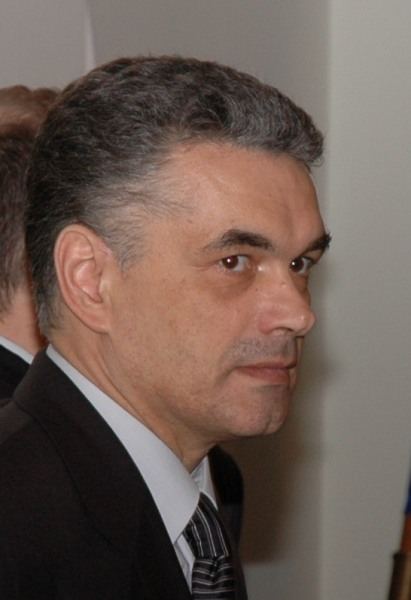
Janusz Kurtyka (2007)

Janusz Marek Kurtyka (* 13. August 1960 in Krakau; † 10. April 2010 in Smolensk, Russland) war ein polnischer Historiker und zweiter Präsident des Instituts für Nationales Gedenken.
Kurtyka wurde im Jahre 2005 als Nachfolger von Leon Kieres Präsident des Instituts für Nationales Gedenken.
Am 10. April 2010 gehörte Kurtyka zu einer polnischen Delegation um Staatspräsident Lech Kaczyński, die anlässlich des siebzigsten Jahrestages des Massakers von Katyn zur Gedenkstätte nach Russland reisen sollte. Bei einem Flugunfall der Delegation nahe dem Militärflugplatz Smolensk-Nord kam er jedoch gemeinsam mit weiteren hochrangigen Repräsentanten Polens ums Leben.
Postum wurde Kurtyka am 16. April 2010 das Großkreuz des Ordens Polonia Restituta (Krzyż Wielki Orderu Odrodzenia Polski) verliehen. Des Weiteren wurde das Janusz-Kurtyka-Bildungszentrum des Instituts für Nationales Gedenken „Station Geschichte“ nach ihm benannt. 2020 erhielt auf Beschluss des Warschauer Stadtrats eine Straße, die sich am Hauptsitz des Instituts für Nationales Gedenken im Stadtteil Mokotów befindet, den Namen Janusza Kurtyki.